# هرمون النمو
هرمون النمو أو حاثة النمو (بالإنجليزية: Growth hormone) يعرف أيضا (بهرمون النمو البشري (بالإنجليزية: human growth hormone)) هو هرمون بروتيني ببتيدي يقوم بتحفيز النمو وتحفيز تكاثر الخلايا وتجديدها في البشر وبعض الحيوانات الأخرى. وهرمون النمو عباره عن حمض أميني، سلسلة وحيدة متعددة الببتيدات يتم إنتاجها وتخزينها ومن ثم إفرازها عن طريق خلايا منمية للجسد (بالإنجليزية: somatotroph) في الأطراف الجانبية للغدة النخامية الأمامية. هرمون النمو 1 الذي يفرز طبيعيا في الحيوانات يدعى بهرمون السوماتوتروبين، وتطلق هذه التسمية أيضا على هرمون النمو المصنع من خلال تقنية الحمض النووي المأشوب (المؤلف)  {حمض نووي معاد التركيب}.
يستعمل هرمون النمو كدواء في الطب لمعالجة اضطرابات النمو في الأطفال ومعالجة نقص هرمون النمو عند البالغين. في الولايات المتّحدةِ، يمكن الحصول على هذا الهرمون بشكل قانوني من الصيدليات عن طريق وصفة طبية من الطبيب. في السَنَوات الأخيرة بدأ بعض الأطباء في الولايات المتّحدةِ بوَصْف هرمون النمو للمرضى المسنين الذين يعانون من نقص هرمون النمو وذلك من أجل زيَاْدَة الحيويةِ. ومع أن استعمال هرمون النمو مرخص قانونيا، إلا أن كفاءة وأمان هذا الاستعمالِ لَمْ تختَبرْ في تجارب طبيَّة محكمة حتى الآن. في الوقتِ الحاضر، لايزالَ هرمون النمو موضوعا معقّد جداً، ولا زالت العديد مِنْ وظائفِه مجهولة.
استعمل المتنافسون في الألعاب الرياضية منذ السبعينات هرمون النمو كعامل منشط، وهذا ما دعى إلى حظر استخدامه من قبل اللجنة الأولمبية الدولية (اللجنة الأولمبية الدولية) والجمعية الوطنية للرياضات الجامعية (الرابطة الوطنية لرياضة الجامعات) بالولايات المتحدة. ومع ذلك فإن هذا الحظر كان غير قابل للتطبيق حيث أن تحليل البول التقليدي آنذاك كان لا يستطيع الكشف عن التنشيط بهرمون النمو، ولذلك تأجل تطبيقه حتى مطلع عام 2000 م، عندما أصبح بإمكان فحوصات الدم المخبرية أن تميز بين هرمون النمو الطبيعي والصناعي. في دورة الألعاب الأولمبية في أثينا عام 2004، قامت الوكالة العالمية لمكافحة المنشطات (الوكالة العالمية لمكافحة المنشطات)، بفحوصات الدم للمتنافسين، واستهدفت هرمونات النمو بالدرجة الأولى. لم تتم الموافقة على هذا الاستعمالِ لهرمون النمو مِن قِبل هيئة الغذاء والدواء الأمريكية (بالإنجليزية: FDA)، وكما هو مذكور أعلاه، فإنه متوفرُ قانونيا في الولايات المتّحدةِ بشرط وجود وصفة طبية.
وقد أجريت الكثير من الدراسات على هرمون النمو من أجل استخدامه لزيادة كفاءة تربية المواشي في الزراعة الصناعية (بالإنجليزية: industrial agriculture)، وبذلت جهود كبيرة للحصول على موافقة حكومية لاستخدامه في الإنتاج الحيواني، لكن هذه الاستخدامات كانت مثيرة للجدل. في الولايات المتحدة، الاستخدام الوحيد لهرمون النمو الذي وافقت عليه هيئة الغذاء والدواء، هو استخدام نوع من الهرمون خاص بالبقر، يسمى السوماتوتروبين البقري (بالإنجليزية: bovine somatotropin)، ويستخدم لزيادة إنتاج الحليب في الأبقار.

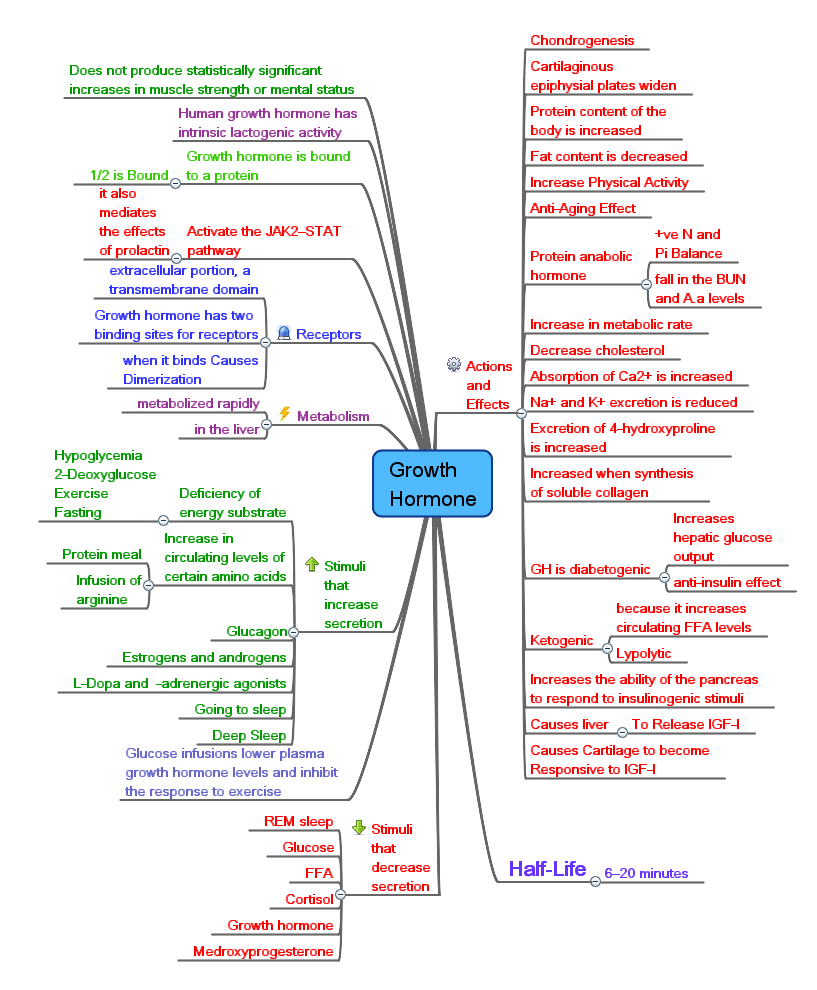
خريطة ذهنية تظهر نمو وظائف هرمون النمو

## علم الأحياء

### مكونات المورث
يتم ترجمة جينات هرمون النمو البشري، والمعروفة باسم هرمون النمو 1 (الموجه الجسدي) (بالإنجليزية: هرمون النمو) وهرمون النمو 2 في منطقة Q22 - 24 من كروموسوم 17, وترتبط ارتباطا وثيقا بجينات الموجهة الجسدية الثديية المشيمية البشرية (بالإنجليزية: human chorionic somatomammotropin) (المعروف أيضا باسم اللاكتوجين المشيمي)(بالإنجليزية: محفز الإلبان المشيمي). هرمون النمو، والموجهة الجسدية الثديية المشيمية البشرية، والبرولاكتين ينتمون إلى مجموعة من الهرمونات ذات النشاط المتماثل في تعزيز النمو وتعزيز إفراز اللبن.

### التركيب
المركب الرئيسي لهرمون النمو البشري هو بروتين يتكون من 191 حمض أميني ووزنه الجزيئي هو 22124 دالتون. وتركيب هرمون النمو يتضمن أربعة لوالب ضرورية للتفاعل الوظيفي مع مستقبلات هرمون النمو. ويبدو من خلال التركيب، أن لهرمون النمو تطويرا مماثلا للبرولاكتين والموجهة الجسدية الثديية المشيمية. وعلى الرغم من هذا التشابه الهيكلي الملحوظ بين هرمون النمو والأنواع الأخرى، نجد أن هرمونات النمو الرئيسية فقط هي من تملك تأثيرات كبيرة في نمو البشر.
وهناك العديد من المركبات الجزيئية لهرمون النمو في الغدة النخامية ويتم إطلاقها في الدم. على وجه الخصوص، هناك مركب هرمون حجمه 20 كيلو دالتون وينشأ عن طريق روابط بديلة في نسبة ثابتة هي 1:9،  في حين اكتشف مؤخرا مركب إضافي حجمه 23-24 كيلو دالتون ويظهر بنسب عالية في حالات ما بعد التمارين الرياضية الشديدة. وهذه المركبات ترتبط جزئيا ببروتين يدعى البروتين الرابط لهرمون النمو (بالإنجليزية: GH-binding protin)، وهو جزء مشذوب من مستقبل هرمون النمو، ووحدة فرعية تتكسر بالحموضة.

### التنظيمات الحيوية

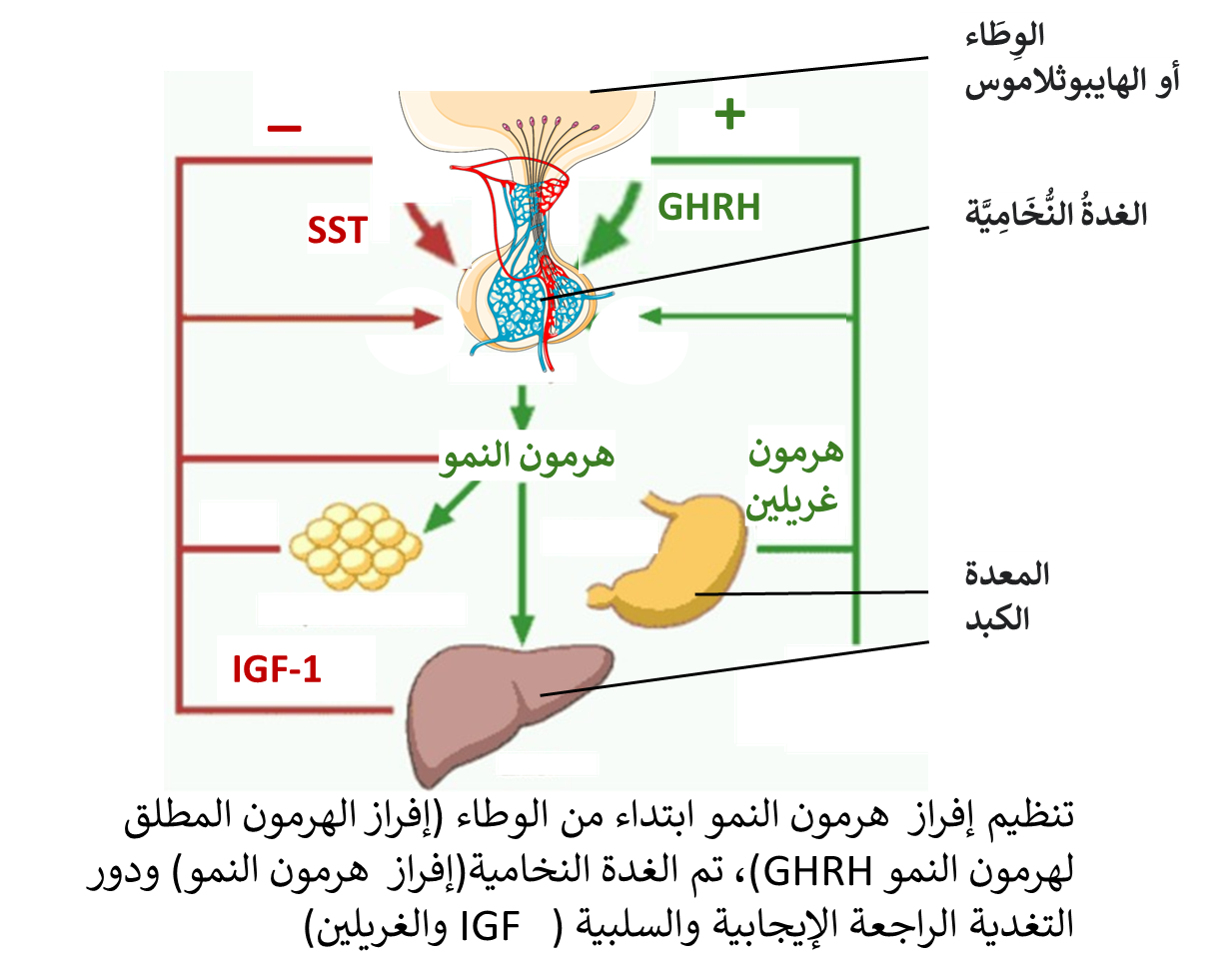
تنظيم إفراز هرمون النمو ابتداء من الوطاء (إفراز الهرمون المطلق لهرمون النمو GHRH)، تم الغدة النخامية(إفراز هرمون النمو) ودور التغدية الراجعة الإيجابية والسلبية (IGF والغريلين)

الببتيدات الصادرة عن نواة الإفراز العصبي (بالإنجليزية: neurosecretory nucleolus) من الهايبوثالاموس (بالإنجليزية: تحت المهاد) (هرمون النمو/ السوماتوكرينين (بالإنجليزية: somatocrinine)/ والهرمون المثبط لهرمون النمو (بالإنجليزية: GH-inhibiting hormone) / السوماتوستاتين) إلى بوابة الدم الوريدي النخامي (بالإنجليزية: جهاز نخامي بوابي) المحيطة بالغدة النخامية هي وحدات تحكم رئيسية بإفراز هرمون النمو من الخلايا الجسدية. ومع ذلك، على الرغم من أن توازن هذه الببتيدات المحفزة والمثبطة تحدد إطلاق هرمون النمو، فإن هذا التوازن يتأثر عن طريق محفزات فسيولوجية كثيرة (على سبيل المثال الرياضة , والنوم, والتغذية)، ومثبطات إفراز هرمون النمو (على سبيل المثال، الأحماض الدهنية الحرة) ، ومن محفزات إفراز هرمون النمو البشري ما يلي:
الهرمونات الببتيدية:
- الهرمون المطلق لهرمون النمو من خلال الارتباط بمستقبلات الهرمون المطلق لهرمون النمو.[8]
- الجريلين (بالإنجليزية: جريلين) من خلال الارتباط بمستقبلات الهرمون المطلق لهرمون النمو [9]
- الهرمونات الجنسية [10]
- زيادة إفراز الهرمون الذكري أندروجين خلال فترة البلوغ (في الذكور من الخصيتين وفي الإناث من قشرة الغدة الكظرية
- هرمون الاستروجين
- دواء الكلونيدين (بالإنجليزية: كلونيدين) وإل-دوبا (بالإنجليزية: ليفودوبا)، من خلال تحفيز إطلاق الهرمون المطلق لهرمون النمو [11]
- انخفاض نسبة السكر في الدم، والأرجينين (بالإنجليزية: أرجنين) و[11][12] دواء البروبرانولول (بالإنجليزية: بروبرانولول) حيث تحول دون إطلاق السوماتوستاتين [11]
- النوم العميق [13]
- الصوم [14]
- التمارين الشديدة [15]

ومن مثبطات إفراز هرمون النمو ما يلي :
- السوماتوستاتين من النواة المحيطة بالبطين (بالإنجليزية: periventricular nucleus) [16]
- تذبذب تركيزات هرمون النمو وعامل النمو المشابه للإنسلين 1 (بالإنجليزية: عامل النمو شبيه الانسولين-1)(عن طريق تغذية راجعة سلبية على الغدة النخامية والغدة تحت المهاد) [4]
- ارتفاع السكر في الدم [11]
- الهرمونات القشرية السكرية (بالإنجليزية: هرمون قشري سكري) أيضا.[17]

بالإضافة إلى تحكم العمليات الداخلية والمحفزة، من المعروف أيضاً أن هناك عدد من المركبات الخارجية (مثل المخدرات ومعطلات الغدد الصماء(بالإنجليزية: إضطراب الغدد الصماء)) ذات تأثير على إفراز ووظيفة هرمون النمو.
يتم تصنيع هرمون النمو وإفرازه من الغدة النخامية الأمامية بطريقة نابضة (بالإنجليزية: pulsatile) على مدار اليوم ؛ وتحدث ذروات (قمم) في عملية الإفراز لمدة 3-5 ساعات. تركيز هرمون النمو في البلازما خلال هذه الفترات قد تتراوح بين 5 إلى 45 نانوغرام/مل. وأكبر وأكثر ما يمكن التنبؤ به من هذه القمم تحدث بعد نحو ساعة من بداية النوم. إلا أن هناك تفاوتا كبيرا بين الأيام والأفراد. نحو خمسين في المئة من إفراز هرمون النمو يحدث خلال المرحلتين الثالثة والرابعة من النوم. وبين هذه القمم تكون المستويات الأساسية لهرمون النمو منخفضة، عادة أقل من 5 نانوغرام / مليلتر بالنسبة لمعظم ساعات النهار والليل. تحاليل إضافية وصفت عملية إفراز هرمون النمو النابضة في جميع الحالات حيث تكون أقل من 1 نانوغرام / مل في المستويات الأساسية بينما يقع أقصى ارتفاع بين 10-20 نانوغرام / مليلتر.
ومن المعروف أن هناك عددا من العوامل التي تؤثر على إفراز هرمون النمو، مثل العمر والجنس والنظام الغذائي والرياضة، والإجهاد، والهرمونات الأخرى. ومن ذلك أن معدل إفراز هرمون النمو في المراهقين الشباب يصل إلى 700 ميكروغرام / يوم، بينما معدل إفراز هرمون النمو في البالغين الأصحاء حوالي 400 ميكروغرام / اليوم.

### وظيفة هرمون النمو الطبيعي الذي ينتجه الجسم

Main pathways in endocrine regulation of growth.

يمكن وصف تأثيرات هرمون النمو على أنسجة الجسم عموما بأنها بنائة (بالإنجليزية: anabolic). مثل معظم الهرمونات البروتينية الأخرى، يعمل هرمون النمو من خلال التفاعل مع مستقبلات معينة على سطح الخلايا.
زيادة الطول خلال فترة الطفولة هو أكثر تأثير يعرف لهرمون النمو. ويبدو أنه يتم تحفيز زيادة طول الإنسان من خلال آليتين على الأقل:
1. لأن الهرمونات الببتيدية لا تذوب في الدهون، فإنها لا تتمكن من اختراق غمد الليف العضلي (بالإنجليزية: غشاء الليف العضلي). وهكذا، تظهر بعض آثار هرمون النمو من خلال الارتباط بمستقبلات على الخلايا المستهدفة، حيث ينشط طريقا يدعى (بالإنجليزية: MAPK/ERK pathway)، ومن خلال هذه الآلية يحفز هرمون النمو انقسام وتكاثر الخلايا الغضروفية في الغضاريف مباشرة.
2. يحفز هرمون النمو أيضا، إنتاج عامل النمو المشابه للانسولين1 (بالإنجليزية: عامل النمو شبيه الانسولين-1)، وهو هرمون مماثل لطليعة الأنسولين. الكبد هو العضو الرئيسي الذي يستهدفه هرمون النمو لهذه العملية وهو أيضا الموقع الرئيسي لإنتاج عامل النمو المشابه للأنسولين1. الأخير لديه أثار محفزة للنمو على مجموعة مختلفة من الانسجة. وينتج عامل نمو مشابه للأنسولين1 إضافي داخل الأنسجة المستهدفة، حيث أن هذا الهرمون يمكن أن ينتج عن أنواع مختلفه من الغدد. عامل النمو المشابه للأنسولين1 يملك تأثيرات محفزة على خلية بناء العظم (بالإنجليزية: osteoblast) ونشاط الخلايا الغضروفية (بالإنجليزية: chondrocyte) وذلك لتعزيز نمو العظام.
وبالإضافة إلى زيادة الطول عند الأطفال والمراهقين، يملك هرمون النمو تأثيرات أخرى كثيرة في الجسم، ومنها:
- يزيد الاحتفاظ بالكالسيوم، ويقوي ويزيد من تمعدن العظام
- يزيد كتلة العضلات من خلال تضخم القسيم العضلي (بالإنجليزية: ساركومير)
- يحفز تكسير الدهون
- يزيد إنتاج البروتين
- يحفز نمو جميع الأعضاء الداخلية باستثناء الدماغ
- يلعب دورا في التوازن
- يقلل من امتصاص الجلوكوز من الكبد
- يعزز استحداث السكر (بالإنجليزية: استحداث الجلوكوز) في الكبد [27]
- يساهم في معادلة وظيفة البنكرياس
- يحفز الجهاز المناعي

### مشاكل تسببها زيادة إنتاج هرمون النمو
المرض الأكثر شيوعا لفرط إنتاج هرمون النمو هو ورم في الغدة النخامية (بالإنجليزية: ورم الغدة النخامية) يتألف من خلايا منمية جسدية من الغدة النخامية الأمامية. هذه الأورام الغدية حميدة وتنمو ببطء، وتقوم تدريجيا بإنتاج هرمون النمو أكثر فأكثر. بعد سنوات من نمو هذه الأورام، تكون المشاكل السريرية الرئيسية هي تلك التي يصاحبها زيادة في هرمون النمو. وفي نهاية المطاف، قد يصبح الورم الغدي كبيرا بما يكفي ليسبب الصداع، ويخل بالرؤية من خلال الضغط على الأعصاب البصرية، أو التسبب في نقص هرمونات الغدة النخامية الأخرى.
زيادة هرمون النمو لفترة طويلة تسبب تثخن عظام أصابع اليدين القدمين والفك. وينتج عن ذلك، ثقل في الفك وزيادة حجم الأصابع وهو ما يسمى بداء الأكروميجالي (بالإنجليزية: ضخامة الأطراف). المشاكل المصاحبة قد تشمل زيادة التعرق، والضغط على الأعصاب (مثل متلازمة النفق الرسغي (بالإنجليزية: متلازمة النفق الرسغي))، وضعف العضلات، ويصاحبها زيادة الجلوبيولين الرابط لهرمون الجنس (بالإنجليزية: SHBG) ومناعة الانسولين، أو حتى شكل نادر من مرض السكري من النوع 2، وانخفاض الوظيفة الجنسية.
وعادة ما يتم التعرف على الأورام المفرزة لهرمون النمو (بالإنجليزية: GH-secreting tumors) في العقد الخامس من العمر. ومن النادر جدا حدوث مثل هذه الأورام في مرحلة الطفولة، ولكن عندما يحدث ذلك، فإن زيادة هرمون النمو يمكن أن تسبب النمو المفرط، وهو ما يدعي بداء العملقة (بالإنجليزية: عملقة).
الاستئصال الجراحي هو العلاج المعتاد للأورام المنتجة لهرمون النمو. في بعض الظروف، قد يستخدم العلاج الإشعاعي المركز أو مضاد هرمون النمو مثل دواء بيجفيزومانت (بالإنجليزية: pegvisomant) لتقليص حجم الورم في أو لتعطيل وظيفته. ويمكن استخدام أدوية أخرى مثل أوكتريوتايد (بالإنجليزية: octreotide) (منشط السوماتوستاتين) وبروموكريبتين (بالإنجليزية: bromocriptine) (منشط الدوبامين) وذلك لمنع إفراز هرمون النمو لأن كلا من السوماتوستاتين والدوبامين تثبط إطلاق هرمون النمو من الغدة النخامية الأمامية بواسطة هرمون إطلاق هرمون النمو.

### مشاكل تسببها قلة إنتاج هرمون النمو
آثار نقص هرمون النمو تختلف حسب العمر الذي تحدث فيه. في الأطفال، فشل النمو وقصر القامة (بالإنجليزية: short stature) هي المظاهر الرئيسية لنقص هرمون النمو، والأسباب الشائعة تشمل الأمراض الوراثية والتشوهات الخلقية. وكذلك يمكن أن يسبب هذا النقص تأخر النضج الجنسي. في البالغين، نقص هرمون النمو أمر نادر الحدوث،  والسبب الأكثر شيوعا هو الورم الغدي في الغدة النخامية، والأسباب الأخرى تشمل استمرار مشكلة بدأت في مرحلة الطفولة، والآفات الهيكلية الأخرى أو الضربات الجسمانية، ونادرا يكون مجهول السبب (بالإنجليزية: idiopathic).
البالغين الذين يعانون من نقص هرمون النمو، يكون لديهم مشاكل غير محددة بما في ذلك السمنة الجذعية (بالإنجليزية: سمنة) مع انخفاض نسبي في كتلة العضلات وفي كثير من الحالات، انخفاض الطاقة ونوعية الحياة.
تشخيص نقص هرمون النمو ينطوي على عملية تشخيص متعددة الخطوات (بالإنجليزية: multiple-step diagnostic process)، وتنتهي عادة باختبارات تحفيز هرمون النمو لمعرفة ما إذا كانت الغدة النخامية للمريض سوف تطلق هرمون النمو عند إثارتها بمحفزات مختلفة.

## هرمون النمو في الطبِّ

### موافقة هيئة الغذاء والدواء على استخدامه كعلاج لنقص هرمون النمو في البشر
يشار إلى أن العلاج باستخدام هرمون نمو خارجي المنشأ يكون في ظروف محددة فقط،  ويحتاج إلى مراقبة منتظمة بسبب كثرة وشدة الآثار الجانبية. يستخدم هرمون النمو كعلاج بديل في البالغين الذين يعانون من نقص هرمون النمو سواء بدأ في الطفولة (بعد الانتهاء من مرحلة النمو) أو ظهر في مرحلة ما بعد البلوغ (عادة نتيجة لورم في الغدة النخامية). في هؤلاء المرضى، تشمل منافع هذا العلاج وبنسب مختلفة تخفيض كتلة الدهون وزيادة كتلة الجسم النحيل (بالإنجليزية: lean mass)، زيادة كثافة العظام، وتحسين مستوى الدهون، وانخفاض عوامل الخطر القلبية الوعائية، وتحسين الصحة النفسية والاجتماعية.

### موافقة هيئة الغذاء والدواء على استخدامه كعلاج في أمراض أخرى في البشر
يمكن استخدام هرمون النمو لعلاج الأمراض التي تسبب قصر القامة ولكنها لا تتعلق بنقص هرمون النمو. لكن النتائج لا تكون كبيرة عند مقارنتها بنتائج استخدامه في حالات قصر القامة الذي يسببها نقص هرمون النمو فقط. ومن الأمثلة على الأسباب الأخرى لقصر القامة والتي كثيرا ما تعالج بهرمون النمو هي: متلازمة تيرنر، والفشل الكلوي المزمن, ومتلازمة برادر ويلي (بالإنجليزية: متلازمة برادر- فيلي)، وتأخر النمو داخل الرحم، وقصر القامة الحاد مجهول السبب. وفي هذه الحالات نحتاج إلى جرعات دوائية أعلى لإنتاج تسارع كبير في النمو، كي تصبح مستويات الهرمون في الدم أعلى بكثير من المستوى الطبيعي («الفيسيولوجي»). وعلى الرغم من أنها جرعات عالية، فإن الآثار الجانبية أثناء العلاج نادرة، وتختلف قليلا باختلاف الحالة التي يتم علاجها.

### إستعمالاته التجريبية
المناقشة التالية توضح الاستخدامات التجريبية للهرمون، والذي يكون قانونيا فقط عندما يصرف من قبل الطبيب. ومع ذلك، فإن فعالية وسلامة استخدام هرمون النمو كمكافح للشيخوخة غير معروفة حيث لم يتم اختبار هذا الاستخدام في التجارب السريرية بشكل كبير.
في السنوات الأخيرة في الولايات المتحدة، بدأ بعض الأطباء بوصف هرمون النمو لبعض المرضى المسنين يعانون من نقص هرمون النمو (ولكن ليس للأشخاص الأصحاء) وذلك لزيادة الحيوية. بينما قانونية وفعالية وسلامة هذا الاستخدام لهرمون النمو لم يتم اختبارها في تجارب سريرية بعد. في الوقت الحاضر، لا يزال هرمون النمو البشري موضوعا معقدة جدا، والعديد من وظائفه لا تزال غير معروفة.
تعود المطالبات باستخدام هرمون النمو كعامل مكافح للشيخوخة إلى عام 1990 عندما نشرت مجلة إنجلترا الجديدة للطب (بالإنجليزية: نيو إنغلاند جورنال أوف ميديسين) دراسة جاء فيها أن هرمون النمو استخدم لعلاج 12 رجلا فوق سن الستين. وفي ختام هذه الدراسة، أظهر جميع الرجال دلالة إحصائية على زيادة كتلة الجسم النحيل والمعادن في العظام. ولاحظ معدو الدراسة أن هذه التحسينات على العكس من التغييرات التي يمكن أن تحدث عادة خلال 10-20 عاما من الشيخوخة. على الرغم من حقيقة أن الكتاب في وقت ما قد ادعوا أن هرمون النمو قد عكس عملية الشيخوخة نفسها، فإنه قد أسيء تفسير نتائجهم بأنها تشير إلى أن هرمون النمو فعال في مكافحة الشيخوخة  وقد أدى ذلك إلى نشوء منظمات مثل الأكاديمية الأميركية لطب مكافحة الشيخوخة (بالإنجليزية: American Academy of Anti-Aging Medicine) المثيرة للجدل من خلال الترويج لاستخدام هذا الهرمون بمثابة «عامل مكافحة الشيخوخة».
وقد قامت كلية الطب في جامعة ستانفورد بإجراء دراسة من الدراسات السريرية حول هذا الموضوع نشرت في أوائل عام 2007, وأظهرت أن تطبيق هرمون النمو على المسنين الأصحاء أدى إلى زيادة العضلات بنحو 2 كيلوغرام، وانخفضت الدهون في الجسم بنفس القدر. ومع ذلك، كانت تلك هي الآثار الإيجابية الوحيدة من استخدام هرمون النمو. ولم تكن هناك أي آثار مهمة أخرى، حيث لم تتأثر كثافة العظام أو مستويات الكوليسترول، أو قياسات الدهون، أو نسبة استهلاك الأوكسجين، أو أي عامل آخر من شأنه أن يشير إلى زيادة اللياقة البدنية. ولم يكتشف الباحثون أيضا أي مكسب في قوة العضلات، والتي أدت بهم إلى أن يعتقدوا بأن هرمون النمو سمح فقط باختزان الماء في العضلات بدلا من زيادة نمو العضلات. وهذا يفسر الزيادة في كتلة الجسم غير الدهني.
كما تم استخدام هرمون النمو تجريبيا لعلاج مرض التصلب المتعدد (بالإنجليزية: تصلب متعدد)، ولتعزيز فقدان الوزن في السمنة، وكذلك في فيبروميالغيا (بالإنجليزية: ألم عضلي ليفي)، فشل القلب (بالإنجليزية: قصور القلب)، ومرض كرون (بالإنجليزية: داء كرون), والتهاب القولون التقرحي (بالإنجليزية: التهاب القولون التقرحي)، والحروق. كما تم استخدام هرمون النمو في الحفاظ على كتلة العضلات المهدرة بسبب الإيدز والمرضى الذين يعانون من متلازمة الأمعاء القصيرة (بالإنجليزية: متلازمة الأمعاء القصيرة) لتقليل الحاجة إلى التغذية عن طريق الحقن الوريدية.

### الأثار الجانبية (مضاعفات)
استخدام هرمون النمو كدواء حيث تمت الموافقة عليه من قبل هيئة الغذاء والدواء (بالإنجليزية: إدارة الغذاء والدواء (الولايات المتحدة)) لعدة متطلبات. وهذا يعني أن الدواء له معدل أمان مقبول على ضوء فوائده عند استخدامها بالطريقة المعتمدة. وكأي دواء آخر، هناك العديد من الآثار الجانبية التي يسببها هرمون النمو، بعضها شائع وبعضها نادر. تحسس الجلد في مواضع الحقن هو أحد الأثار الجانبية الشائعة. ومن الأثار النادرة أن يصاب المرضى بتورم المفاصل، آلام المفاصل، ومتلازمة النفق الرسغي, وزيادة نسبة الإصابة بمرض السكري. الآثار الجانبية الأخرى يمكن أن تشمل قلة النوم بعد الجرعات. وهذا الأمر شائع في بداية المشوار العلاجي ولكنه يبدأ بالنقصان بعد الاعتياد على استخدام هرمون النمو. في بعض الحالات، يمكن أن تنتج عند المريض استجابة مناعية ضد هرمون النمو.
وأظهرت دراسة مسح على البالغين الذين تمت معالجتهم باستبدال هرمون النمو بهرمون نمو مستخرج من جثث الموتى (والذي لم يتم استخدامه في أي مكان في العالم منذ عام 1985) خلال مرحلة الطفولة حدوث زيادة في نسبة الإصابة بسرطان القولون وسرطان البروستاتا، ولكن ربط هذا النوع مع دواء هرمون النمو لم تتم 

## إستعمالات غير طبية لتحسينِ مستوى الرياضيِين
استخدم العديد من الرياضيين في الألعاب الرياضية هرمون النمو البشري في محاولة لتحسين أدائهم الرياضي. بعض الدراسات التي أجريت مؤخرا لم تكن قادرة على دعم الادعاءات القائلة بأن هرمون النمو البشري يمكن أن يحسن الأداء الرياضي للرياضيين المحترفين الذكور... العديد من الجمعيات الرياضية حظرت استخدام هرمون النمو وستصدر العقوبات ضد الرياضيين الذين يتم القبض عليهم يستخدمونه. في الولايات المتحدة، يكون هرمون النمو متاحا من الناحية القانونية عن طريق وصفة طبية من الطبيب فقط.

## إستعمالات هرمون النمو في إنتاجِ اللحوم والحليبِ
في الولايات المتحدة، يسمح القانون بإعطاء هرمون النمو البقري إلى الأبقار لزيادة إنتاج الحليب، لكنه لا يسمح باستخدام هرمون النمو في تربية الأبقار المعدة لإنتاج اللحوم.
استخدام هرمون النمو في تربية الدواجن غير قانوني في الولايات المتحدة. وقد حاولت العديد من الشركات الحصول على نسخة من هرمون النمو لاستخدامه في تربية الخنازير (الموجهة الجسدية للخنازير) التي وافقت عليها هيئة الغذاء والدواء ولكن جميع الطلبات سحبت.

## تاريخِ استعمال وصناعةِ هرمون النمو كدواء
عملية تحديد، وتنقية وبعد ذلك تأليف هرمون النمو تعود إلى تشو هاو لي. جينيتيك (بالإنجليزية: Genentech) هي رائدة أول استخدام لهرمون النمو المأشوب (المؤلف) في علاج البشر عام 1981.
قبل إنتاجه بواسطة تقنية الحمض النووي المأشوب، كان هرمون النمو المستخدم لعلاج النقص يستخرج من الغدد النخامية في الجثث. فشلت الكثير من المحاولات لإنتاج هرمون النمو الاصطناعي. الموارد المحدودة لهرمون النمو أدت إلى تقييد استخدام هرمون النمو لعلاج قصر القامة مجهول السبب. وعلاوة على ذلك، وجد أن هرمونات النمو من الثدييات الأخرى غير نشطة في البشر.
في عام 1985، تم العثور على حالات غير عادية من مرض كروتزفيلد جاكوب (بالإنجليزية: مرض كروتزفيلد جاكوب) في الأفراد الذين تلقوا هرمون النمو المشتق من الجثث بعد عشر إلى خمس عشرة سنة. واستنادا إلى افتراض أنه تم نقل البريونات المعدية (بالإنجليزية: infectious prions) المسببة للمرض مع هرمون النمو المشتق من الجثث، تمت إزالة هذا النوع من الأسواق.
في عام 1985، حل هرمون النمو المصنع محل هرمون النمو البشري المشتق من الغدة النخامية للاستخدام العلاجي في الولايات المتحدة وأماكن أخرى.
اعتبارا من عام 2005، توفرت هرمونات النمو المأشوبة، والأنواع المتاحة في الولايات المتحدة (ومصنعيها) تشمل Nutropin من (جينينتيك)، Humatrope من (ليلي)، Genotropin من (فايزر)، Norditropin من (نوفو)، وSaizen من (ميرك سيرونو). وفي عام 2006، وافقت هيئة الغذاء والدواء بالولايات المتحدة على نسخة من هرمون النمو المأشوب يدعى Omnitrope صنعته (ساندوز). وظهر نموذج مستدام الإطلاق (بالإنجليزية: sustained-release) من هرمون النمو، Nutropin عن طريق (جينينتيك وألكريمز) وتمت الموافقة عليه من قبل هيئة الغذاء والدواء في عام 1999، وهذا المنتج يتطلب عدد أقل من الحقن (كل 2 أو 4 أسابيع بدلا من يوميا)، ولكن في عام 2004 تم وقف المنتج لأسباب مالية.

## ملاحقُ غذائيةٌ لها علاقةٌ بهرمون النمو
كما هو موضح أعلاه، فإن فكرة إمكانية استخدام هرمون النمو لمكافحة الشيخوخة دخلت الثقافة الأميركية، والعديد من الشركات التي تبيع المكملات الغذائية لديها مواقع إلكترونية لبيع المنتجات التي ترتبط بهرمون النمو في نص الإعلان، ولديها أسماء طبية، ولكن بعد تفحصها عن قرب وجد أنها وصفت ب«مطلقات هرمون النمو» أو ما شابه ذلك، وعندما يبحث المرء في قائمة المكونات، يجد وصفها بأنها منتجات مصنوعة من الأحماض الأمينية والمعادن والفيتامينات، أو مقتطفات عشبية، وتوصف بأنها تجعل الجسم يفرز المزيد من هرمون النمو وهذا يعني أن لها عدة آثار مفيدة. ومن السهل إيجاد الأمثلة  عن طريق البحث على شبكة الإنترنت. في الولايات المتحدة، ولأنه يتم تسويق هذه المنتجات على شكل مكملات غذائية فإنه لا يجوز لهم قانونيا إضافة هرمون النمو عليها، حيث أنه يعتبر دواء. أيضا، لأن هذه المنتجات هي مكملات غذائية، بموجب قانون الولايات المتحدة، فإن الشركات التي تبيعها في الولايات المتحدة لا يمكنها أن تدعي أن المكمل الغذائي يعالج أو يمنع أي مرض، ويجب أن تحتوي المواد الإعلانية على بيان يوضح أن الإدعاءات الصحية غير معتمدة من قبل هيئة الغذاء والدواء. لجنة التجارة الفيدرالية (بالإنجليزية: FTC) وهيئة الغذاء والدواء (بالإنجليزية: إدارة الغذاء والدواء (الولايات المتحدة)) تقوم بتطبيق القانون عندما تصبح على بينة من الانتهاكات، ويمكن إيجاد الأمثلة  على الموقع الألكتروني لهيئة الدواء والغذاء.

## تحفيز افراز هرمون النمو طبيعياً
يمكن تحفيز افراز هرمون النمو طبيعياً عبر عدة طرق
- عدم الاكل 3 ساعات قبل النوم (يتسبب ذلك في افراز هرمون النمو وتقليل افراز الانسولين)
- القيام بتمارين رياضية واتباع حميه قليلة السكر
- الصيام

## وصلات خارجية
- Magic Foundation, Support for adults and children affected with growth hormone deficiency.
- Should human growth hormone (HGH) use be accepted in sports?, procon.org